# Debbie Beacham
Pour les articles homonymes, voir Beacham.
 (juin 2016).
Si vous disposez d'ouvrages ou d'articles de référence ou si vous connaissez des sites web de qualité traitant du thème abordé ici, merci de compléter l'article en donnant les références utiles à sa vérifiabilité et en les liant à la section « Notes et références ».
Debbie Beacham, née Debbie Melville en 1953 à Corpus Christi, est une surfeuse américaine. Elle a remporté le World Championship Tour en 1982.